# Jürgen C. Helmig
Jürgen C. Helmig (* 16. August 1938) ist ein deutscher Baseballspieler.

## Leben

### Karriere als Spieler
Helmig begann im Jahre 1950 Baseball zu spielen. Helmig war der erste First Baseman der deutschen Nationalmannschaft. Er spielte bei der Europameisterschaft 1956, 1957 auch als Pitcher und gewann bei der EM 1957 mit der Mannschaft die Silbermedaille. Außerdem war er damals Co-Trainer der Nationalmannschaft. Er war 1960 ebenfalls im Kader der Nationalmannschaft für die Europameisterschaft, wurde aber nicht eingesetzt. Bei den Europameisterschaften 1962, 1965, 1967, 1969 und 1971 war Helmig wieder als Spieler aktiv und gewann mit dem deutschen Team 1965 und 1975 die Bronzemedaille. Im Jahre 1984 war er wieder für die Nationalmannschaft im Team für die Europameisterschaft. Damit war Helmig, 30 Jahre nach seinem ersten Teamauftritt für die deutschen Nationalmannschaft, mit Mitte 40 im Jahre 1984 wieder als Spieler bei der Europameisterschaft.
Bis 2010 war er auf der Bestenliste der deutschen Nationalmannschaft.

### Persönliches und Familie
Jürgen C. Helmig ist der Onkel von Martin Helmig, dem bis dato wohl erfolgreichsten deutschen Baseballspieler und Bruder von Claus T. Helmig, der ebenfalls Mitglied der deutschen Baseball Hall of Fame ist. Seine Großneffen Lou Helmig und Rex Helmig spielen ebenfalls Baseball.